# Cornelis Schrijver

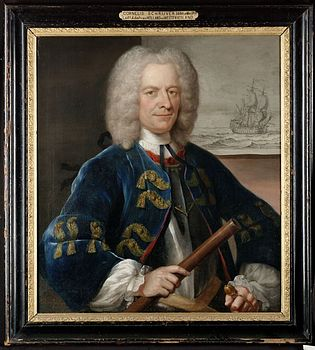
Cornelis Schrijver in 1736
door Jan Maurits Quinkhard

Cornelis Schrijver (Amsterdam, 1687 - aldaar, 16 mei 1768) was een kapitein, viceadmiraal (1744) en luitenant-admiraal (1748) bij de Admiraliteit van Amsterdam. Tussen 1711 en 1748 had hij tienmaal het bevel over een schip of eskader (117 maanden) en voerde commando’s in 1718, 1723, 1729, 1730, 1731, 1736, 1744 en 1747. Schrijver was ontevreden over de onderlinge samenwerking, de veel te langzaam varende schepen, de uniformen en de opleiding. Schrijver was raadsman van stadhouder Willem IV.

## Biografie
Zijn vader was luitenant bij de Admiraliteit van Amsterdam, en nam in 1702 deel aan de zeeslag bij Vigo. Toen zijn vader ontslag nam en in 1711 stierf, nam Cornelis zijn positie over. In 1724 wist hij een schip met Algerijnse zeerovers in te halen en te veroveren. Het roverschip stond onder bevel van 'Harmette Rais Ben Taback', en was gewapend met 36 stukken en bemand met 260 à 270 koppen, waaronder 26 Christen-slaven. In 1726 kreeg hij opdracht Engelse scheepsbouwers te zoeken, die snellere schepen konden bouwen.
In 1728 huwde hij Maria le Pla. Het echtpaar betrok een huurwoning op de Kloveniersburgwal, niet ver van de Oudemanhuispoort.
Tussen 1729 en 1731 werd hij drie keer naar Noord-Afrika gestuurd. In 1730 zeilde Schrijver naar Algiers voor het afgeven van de jaarlijkse geschenken aan de bey en wist 256 slaven los te kopen. Schrijver bleek een goede reputatie te hebben opgebouwd, maar van de 350 leden van zijn bemanning keerden slechts 195 terug, toen hij in 1732 opnieuw uitvoer.
Er was in die jaren grote behoefte aan bekwaam personeel. Vanuit de logementen kwamen mensen aan boord, die nooit op zee waren geweest. Zij brachten vlektyfus mee, die oorlogsschepen geregeld in drijvende hospitalen veranderden. In 1731 raakte 30 man min of meer ernstig gewond door dommigheden bij het zeilklaar maken. Eenmaal op zee stond een groot gedeelte voor de spiegaten. Schrijver voerde hervormingen door bij het bewaren van proviand. De erwten en gort werden regelmatig overgestort in andere kisten. Het brood werd bewaard in een afgesloten ruimte beslagen met blik. Op aandringen van Schrijver moesten de officieren getuigen van theoretische bekwaamheden. Schrijver zelf zou een keer per week op het Prinsenhof zitting houden en betrokkenen enkele vragen stellen.
- In 1737 kreeg hij opdracht van de West-Indische Compagnie om naar Curaçao te varen.[6] Twee jaar later ontstond er een grote ruzie tussen de Admiraliteit en de WIC, die in 1740 werd bijgelegd.
- In 1747 nam hij deel aan activiteiten ter voorkoming van een Franse invasie in de Zeeuwse wateren. Hij voer hij met vier schepen voor de Franse kust, één schip werd buitgemaakt en klom op tot luitenant-generaal in 1748. Vervolgens mocht hij in de Oude kerk plaats nemen in de speciale banken, bestemd voor de vroedschap.
- In 1756 kocht hij van zijn zuster het huis Herengracht 568. Hij bezat reeds een buitenplaats in Watergraafsmeer, genaamd Dantzig.
- In 1763 sloeg de volstrekt onervaren bemanning van het schip Nijenborg aan het muiten uit protest tegen hun behandeling. Bij terugkomst in Den Helder zijn door de krijgsraad o.l.v Schrijver 17 man veroordeeld: drie zijn geradbraakt, tien opgehangen bij Huisduinen, etc.

Schrijver had twee dochters. Zij erfden ongeveer een half miljoen, waaronder de helft Engelse aandelen.